# شالوم‌وار
شالوم‌وار (به مجاری:  Salomvár) یک منطقهٔ مسکونی در مجارستان است که در زالا واقع شده‌است.